# 21694 Еллісовілсон
21694 Еллісовілсон (1999 RL48, 1958 VV, 1993 FW57, 21694 Allisowilson) — астероїд головного поясу, відкритий 7 вересня 1999 року.
Тіссеранів параметр щодо Юпітера — 3,372.